# Валье-дель-Гуамуэс
Валье-дель-Гуамуэс (исп. Valle del Guamuez) — муниципалитет на юго-западе Колумбии, на территории департамента Путумайо. Административный центр — Ла-Ормига.

## История
Муниципалитет Валье-дель-Гуамуэс был выделен в отдельную административную единицу 12 ноября 1985 года.

## Географическое положение

Муниципалитет Валье-дель-Гуамуэс

Муниципалитет Валье-дель-Гуамуэс граничит на севере и северо-западе с территорией муниципалитета Орито, на северо-востоке и востоке — с муниципалитетом Пуэрто-Асис, на юге — с муниципалитетом Сан-Мигель, на юго-западе — с территорией Эквадора, на западе — с территорией департамента Нариньо. Площадь муниципалитета составляет 871 км².

## Население
По данным Национального административного департамента статистики Колумбии, численность населения муниципалитета в 2024 году составляла 35 984 человека.
Динамика численности населения муниципалитета по годам:
| 2005   | 2010   | 2015   | 2020   | 2021   | 2022   | 2023   | 2024   |
| ------ | ------ | ------ | ------ | ------ | ------ | ------ | ------ |
| 44 959 | 48 597 | 51 842 | 34 420 | 34 651 | 35 069 | 35 593 | 35 984 |

Согласно данным переписи 2005 года мужчины составляли 51,7 % от населения Валье-дель-Гуамуэса, женщины — соответственно 48,3 %. В расовом отношении белые и метисы составляли 88,5 % от населения города; индейцы — 9 %; негры и мулаты— 2,5 %.

## Экономика
Большинство трудоспособного населения занято в сельском хозяйстве и аквакультуре.

## Транспорт
Через город проходит национальное шоссе № 45 (исп. Ruta Nacional 45).